# Var är mitt vilsna barn i kväll
Var är mitt vilsna barn i kväll är en sång med text och musik från 1877 av Robert Lowry. Texten översattes till svenska 1886.

## Publicerad i
- Hjärtesånger 1895 som nr 27 under rubriken "Väckelse- och Inbjudningssånger".
- Musik till Frälsningsarméns sångbok 1907 som nr 273.
- Fridstoner 1926 som nr 126 under rubriken "Frälsnings- och helgelsesånger".
- Svensk söndagsskolsångbok 1929 som nr 110 under rubriken "Inbjudningssånger".
- Frälsningsarméns sångbok 1929 som nr 57 under rubriken "Frälsningssånger - Varning och väckelse".
- Kom 1930 som nr 46 under rubriken "Trosliv och helgelse".
- Segertoner 1930 som nr 432 under rubriken "Väckelse och inbjudan".
- Segertoner 1960 som nr 432.
- Frälsningsarméns sångbok 1968 som nr 105 under rubriken "Frälsning".
- Segertoner 1988 som nr 504 under rubriken "Att leva av tro - Kallelse - inbjudan".[1]
- Frälsningsarméns sångbok 1990 som nr 373 under rubriken "Frälsning".